# Stade Poitevin
Stade Poitevin Poitiers – siatkarski klub francuski. Jego siedziba mieści się w Poitiers. Został założony w 1973 r.

## Sukcesy
Mistrzostwo Francji:
- 1999, 2011
- 2000, 2007, 2008, 2012
- 1996

Puchar Francji:
- 1996, 2002, 2020

Puchar Challenge:
- 2008

## Polacy w klubie
| Sezon                     | Imię i nazwisko  |
| ------------------------- | ---------------- |
| 2015/2016 (od 04.02.2016) | Zbigniew Bartman |
| 2022/2023                 | Łukasz Kozub     |

## Kadra

### Sezon 2024/2025[2]
- 1.  Dušan Nikolić (do 28.11.2024)
- 2.  Tom Cannessant
- 4.  Tim Peter (do 28.12.2024)
- 5.  Simon Magnin
- 8.  Brett Walsh
- 9.  Tino Hanžić
- 10.  Thibaut Thoral
- 11.  Simon Gill
- 13.  Renan Michelucci
- 17.  Colton Cowell
- 18.  Nik Mujanović (od 19.03.2025)
- 19.  Franco Massimino
- 20.  Thomas Pujol
- 21.  Jackson Howe
- 23.  Maxime Roatta
- 24.  Christopher Byam
- 86.  Earvin Ngapeth (do 29.12.2024)
- 98.  Božidar Vučićević (od 02.12.2024)

### Sezon 2023/2024
- 1.  Pierce Johnson
- 2.  Tom Cannessant
- 3.  Sergio Noda
- 5.  Javier Concepción
- 6.  Mathias Elser
- 8.  Brett Walsh
- 10.  Thibaut Thoral
- 11.  Adam Brahim
- 13.  Jhon Wendt (od 25.01.2024)
- 15.  Aleksandros Raptis (do 22.03.2024)
- 17.  Metin Toy
- 21.  Jackson Howe
- 22.  Ondřej Piskáček
- 23.  Maxime Roatta

### Sezon 2022/2023
- 1.  Youssef Hamdy Elsafy Abdelhakem
- 2.  Tom Cannessant
- 3.  Sergio Noda
- 4.  Łukasz Kozub
- 5.  Javier Concepción
- 6.  Clément Diverchy
- 9.  Aymen Bouguerra
- 10.  Théo Durand
- 11.  Adam Brahim
- 13.  Gabriel Candido
- 14.  Mohammad Dżawad Manawineżad
- 21.  Jackson Howe
- 22.  Uroš Nikolić

### Sezon 2021/2022
- 1.  Youssef Hamdy Elsafy Abdelhakem
- 2.  Tom Cannessant
- 3.  Sergio Noda
- 4.  Luca Ramon
- 5.  Javier Concepción
- 6.  Cristian Poglajen
- 8.  Eduardo Carísio
- 9.  Thomas Helfer
- 10.  Gildas Prévert
- 11.  Georgi Petrow
- 12.  Theodoros Voulkidis
- 14.  Samuel Jeanlys
- 15.  Chizoba Neves Atu
- 16.  Rozalin Penczew
- 18.  Axel Truhtchev

### Sezon 2020/2021
- 1.  José Gutiérrez
- 2.  Alen Pajenk
- 4.  Luca Ramon
- 5.  Thomas Helfer
- 6.  Gladstone Magalhães de Jesus Junior
- 8.  Swan N’Gapeth
- 9.  Giórgos Petréas
- 10.  Tom Cannessant
- 11.  Alexandre Hoger
- 12.  Marc Zopie
- 13.  Micah Maʻa
- 15.  Chizoba Neves Atu
- 17.  Giacomo Raffaelli
- 18.  Marek Šotola

### Sezon 2019/2020
- 1.  Zouheir El Graoui
- 3.  Renee Teppan
- 4.  Luca Ramon
- 5.  Julien Prigent
- 6.  Florian Lacassie
- 8.  Tom Cannessant
- 10.  Steve Peironet
- 12.  Marc Zopie
- 13.  Micah Maʻa
- 14.  Michaël Parkinson
- 15.  Chizoba Neves Atu
- 17.  Giacomo Raffaelli
- 18.  Gladstone Magalhães de Jesus Junior

### Sezon 2018/2019
- 1.  Zouheir El Graoui
- 3.  Simon Dubreuil
- 5.  Julien Prigent
- 6.  Menelaos Kokkinakis
- 8.  Andrij Kucmus
- 9.  Gaël Tranchot
- 10.  Jochen Schöps
- 12.  Marc Zopie
- 14.  Mathias Loupias
- 15.  Thomas Koelewijn
- 16.  Frédéric Barais
- 18.  Konstantin Abajew

### Sezon 2017/2018
- 2.  Valentin Bezault
- 4.  Baptiste Geiler
- 5.  Jonatas Weslei Santos Cardoso
- 6.  Menelaos Kokkinakis
- 8.  Žiga Štern
- 9.  Gaël Tranchot
- 10.  Vaianuu Mare
- 11.  Mohammed Al Hachdadi
- 12.  Florian Gosselin
- 14.  Yaniss China
- 15.  Thomas Koelewijn
- 16.  Frederic Barais
- 17.  Jan Zimmermann
- 18.  Novica Bjelica

### Sezon 2016/2017
- 1.  Eldin Demirović
- 3.  Vincent Duhagon
- 4.  Yaniss China
- 5.  Božidar Ćuk
- 6.  Robbert Andringa
- 8.  Nimir Abdel-Aziz
- 9.  Andri Aganits
- 10.  Philip Schneider
- 11.  Corentin Suc
- 13.  Eemi Tervaportti
- 14.  Nemanja Jakovljević
- 16.  Frederic Barais
- 18.  Novica Bjelica

### Sezon 2015/2016
- 1.  Eldin Demirović
- 3.  Vincent Duhagon
- 4.  Bojan Janić
- 5.  Rija Rafidison
- 6.  Stojko Nenczew
- 8.  Nimir Abdel-Aziz
- 9.  Andri Aganits
- 10.  Jérémie Hébert
- 11.  Raidel Romero Poey
- 12.  Jérémy Audric
- 18.  Novica Bjelica
- 19.  Zbigniew Bartman

### Sezon 2014/2015
- 1.  Eldin Demirović
- 2.  Rogerio Brizola Damasceno
- 3.  Vincent Duhagon
- 4.  Swan N’Gapeth
- 6.  Anthony Krolis
- 9.  Simon Dubreuil
- 10.  Jérémie Hébert
- 11.  Rusmir Halilović
- 12.  Matija Sabljak
- 13.  Maximilian Thaller
- 15.  Artiom Korowianski
- 17.  Fabien Lemaire

### Sezon 2013/2014
- 1.  Petar Čurović
- 2.  Rogerio Brizola Damasceno
- 3.  Vincent Duhagon
- 4.  Swan N’Gapeth
- 5.  Benjamin Brizard
- 6.  Florian Maugein
- 9.  Simon Dubreuil
- 10.  Jorge Arzola Zebenzui
- 11.  Florian Kilama
- 16.  Julien Maynier
- 17.  Fabien Lemaire
- 18.  Brice Donat

### Sezon 2012/2013
- 1.  Zoran Gjorgjevski
- 2.  Carlos Teixeira
- 4.  Swan N’Gapeth
- 5.  Benjamin Brizard
- 6.  Florian Maugein
- 9.  Nicolas Petiteau
- 10.  Camille Belhache
- 13.  Atanas Tarkałanow
- 14.  Stephen Nash
- 16.  Julien Maynier

### Sezon 2011/2012
- 2.  Carlos Teixeira
- 3.  André Lopes
- 5.  Wanderson Fernandes
- 8.  Nuno Pinheiro
- 9.  Jérémy Audric
- 10.  Jean-Philippe Sol
- 11.  Stéphane Alpha
- 12.  Marc Zopie
- 13.  Julien Pouley
- 14.  Borislav Petrović
- 16.  Nicolas Marechal
- 17.  Oliver Kieffer
- 18.  Miloš Ćulafić

### Sezon 2010/2011
- 2.  Carlos Teixeira
- 3.  André Lopes
- 4.  Antonin Rouzier
- 5.  Daniel Petrov
- 6.  Víctor Rivera
- 8.  Nuno Pinheiro
- 9.  Jérémy Audric
- 10.  Jean-Philippe Sol
- 11.  Stéphane Alpha
- 12.  Marc Zopie
- 13.  Julien Pouley
- 14.  Nicolas Salmon
- 16.  Nicolas Marechal
- 17.  Oliver Kieffer
- 18.  Benjamin Brizard

### Sezon 2009/2010
- 1.  Paul Lotman
- 2.  Carlos Teixeira
- 3.  Ondřej Boula
- 4.  Antonin Rouzier
- 5.  Sébastien Frangolacci
- 6.  Xavier Dassi
- 8.  Romain Kreisz
- 9.  Martin Jambon
- 10.  Jean-Philippe Sol
- 11.  Stéphane Alpha
- 12.  Marc Zopie
- 16.  Nicolas Marechal
- 17.  Oliver Kieffer
- 18.  Benjamin Brizard